# Episodi di Outrageous Fortune - Crimini di famiglia (prima stagione)
La prima stagione della serie televisiva Outrageous Fortune - Crimini di famiglia è stata trasmessa in anteprima in Nuova Zelanda da TV3 tra il 12 luglio 2005 e il 4 ottobre 2005.
| nº | Titolo originale                | Titolo italiano | Prima TV Nuova Zelanda | Prima TV Italia |
| -- | ------------------------------- | --------------- | ---------------------- | --------------- |
| 1  | Slings and Arrows               |                 | 12 luglio 2005         |                 |
| 2  | The Rub                         |                 | 19 luglio 2005         |                 |
| 3  | A Little More Than Kin          |                 | 26 luglio 2005         |                 |
| 4  | The Cause of This Defect        |                 | 2 agosto 2005          |                 |
| 5  | The Infants of Spring           |                 | 9 agosto 2005          |                 |
| 6  | But Never Doubt I Love          |                 | 16 agosto 2005         |                 |
| 7  | Foul Deeds Will Rise            |                 | 23 agosto 2005         |                 |
| 8  | My Dearest Foe                  |                 | 30 agosto 2005         |                 |
| 9  | When the Blood Burns            |                 | 6 settembre 2005       |                 |
| 10 | The Fat Weed That Roots Itself  |                 | 13 settembre 2005      |                 |
| 11 | It Cannot Come to Good          |                 | 20 settembre 2005      |                 |
| 12 | To Be Honest as This World Goes |                 | 27 settembre 2005      |                 |
| 13 | Go, Bid the Soldiers Shoot      |                 | 4 ottobre 2005         |                 |